# Понтонный парк системы Томиловского

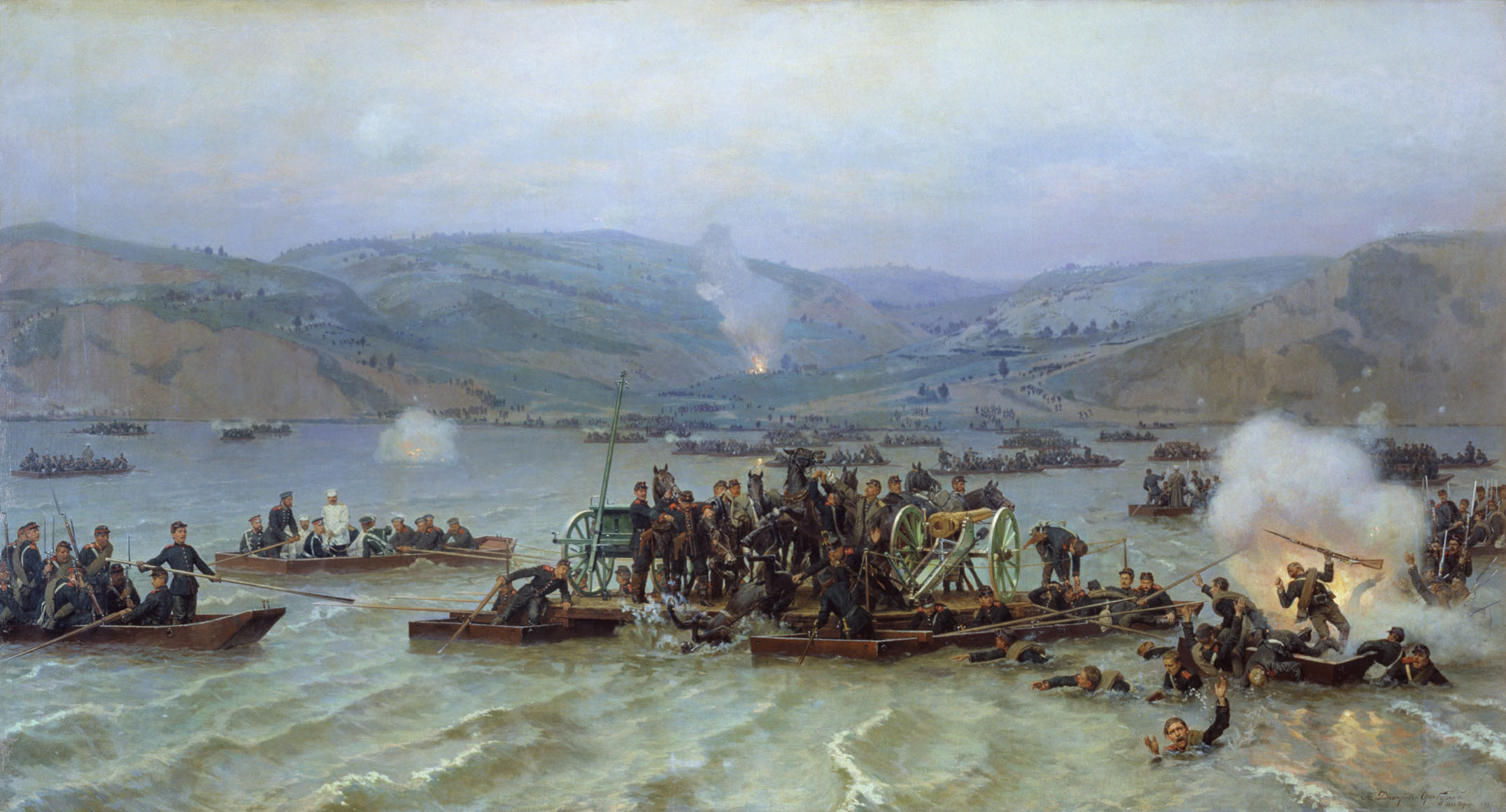
Паромная переправа формирований русской армии через Дунай у Зимницы 15 июня 1877 года, Н. Д. Дмитриев-Оренбургский, картина 1883 год.

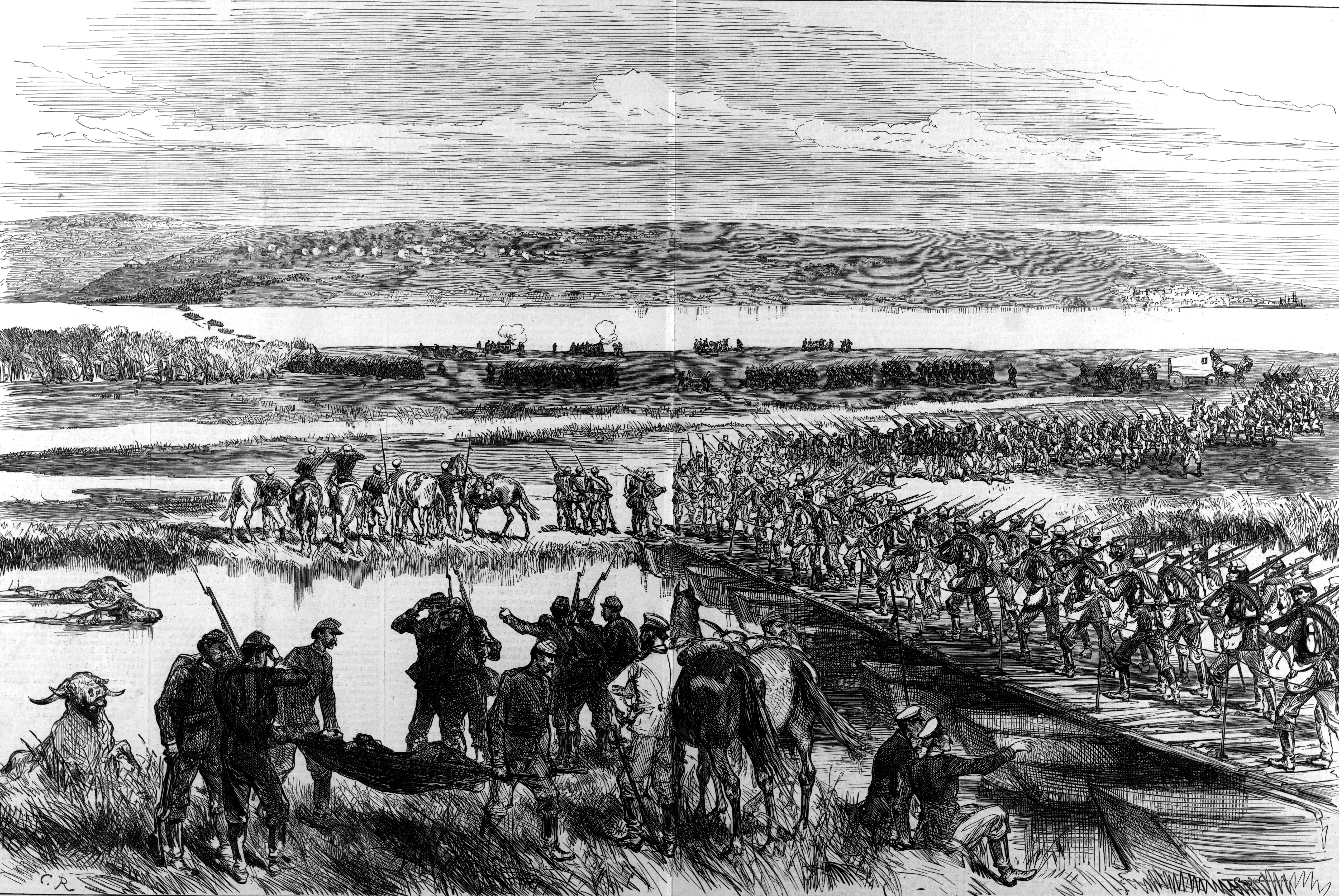
Комбинированная переправа русских войск через Дунай у Зимницы, Освободительная война, на переднем плане мостовая и слева (по реке) видна паромная.

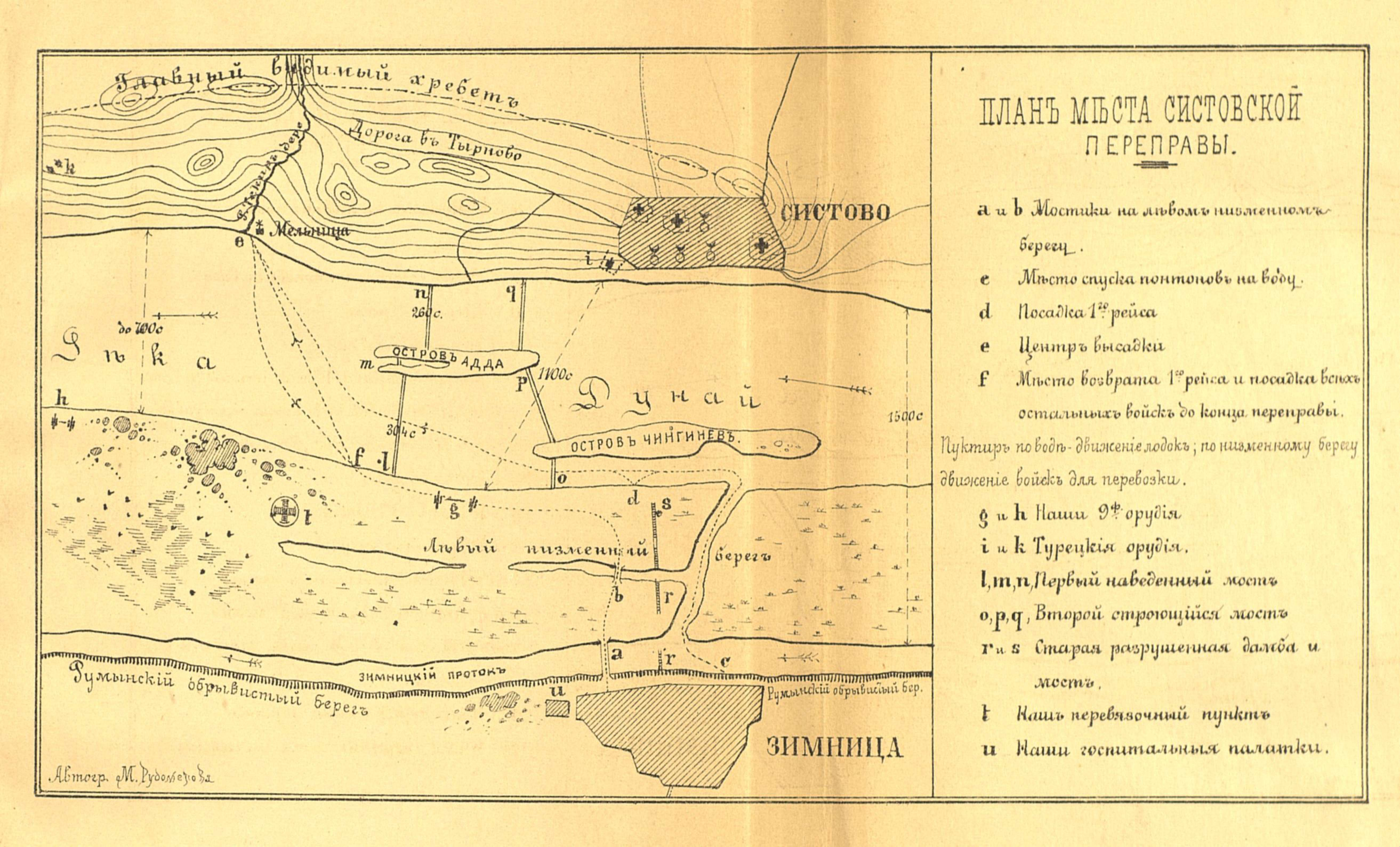
План места Систовской переправы, Освободительная война, Из книги «Двадцать месяцев в действующей армии (1877—1878). Том 1» В. Крестовского.

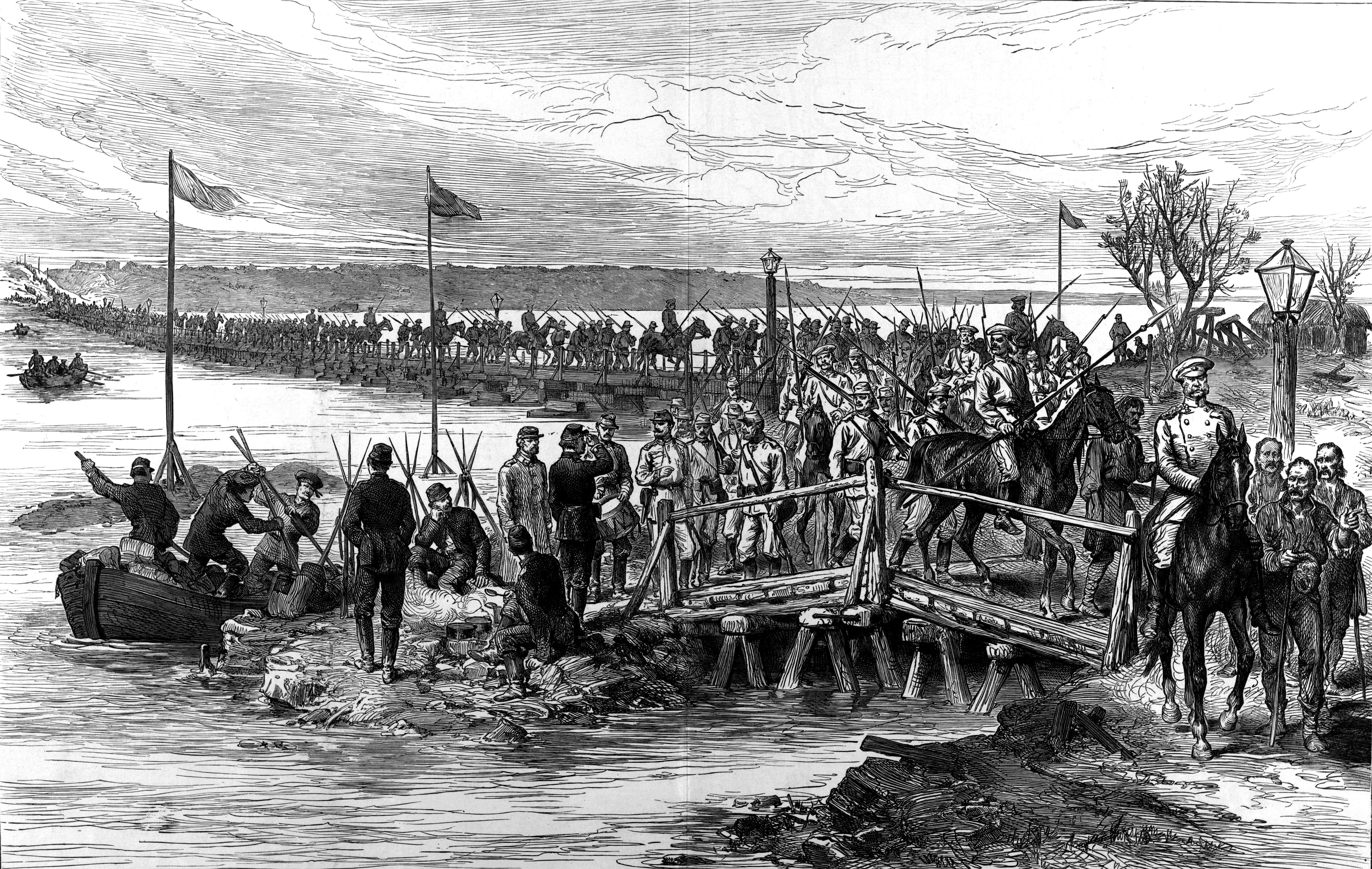
Мостовая переправа русских войск через Дунай у Браилова, Освободительная война.

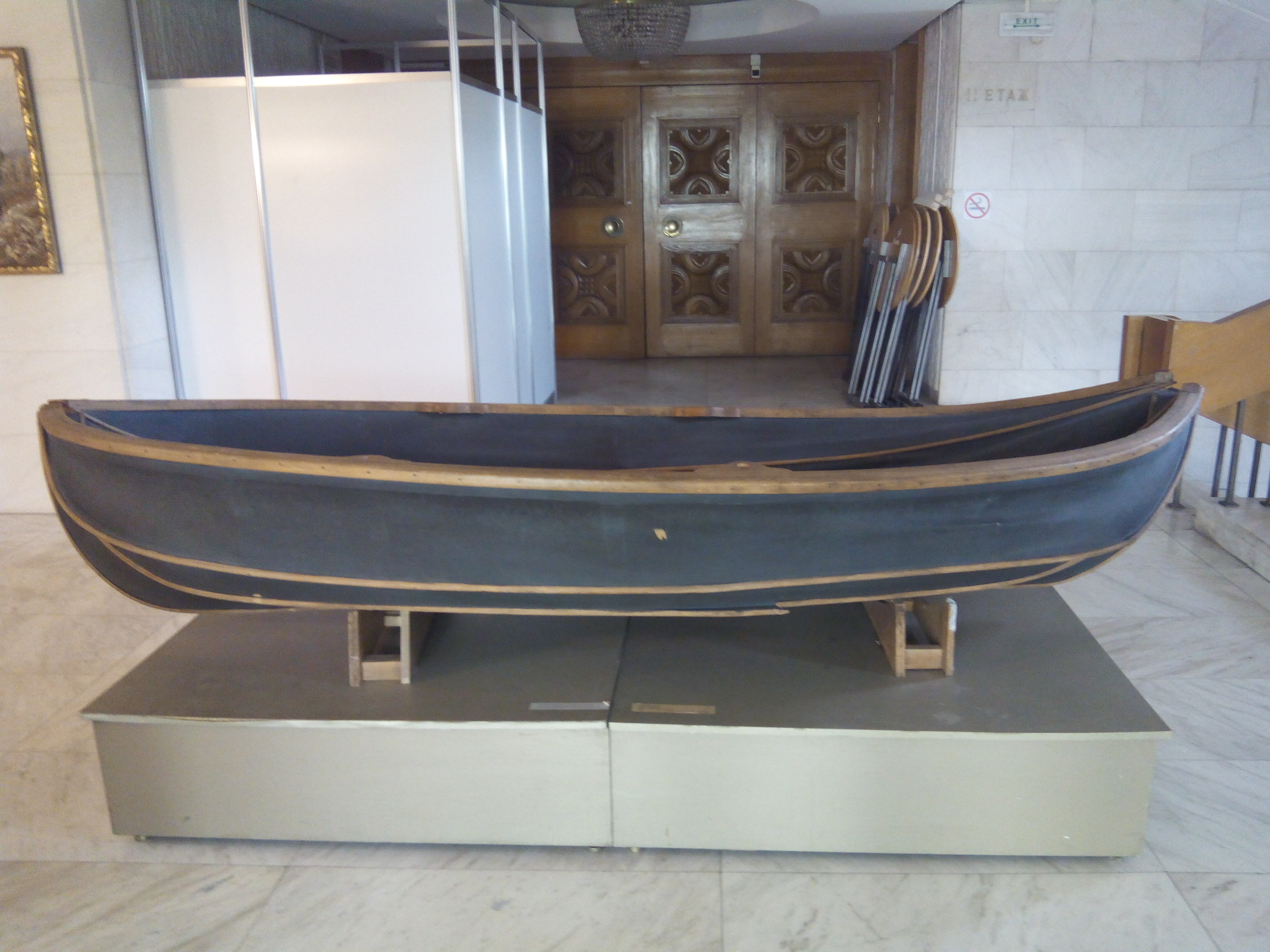
Возможно Якорная лодка, в музее указано что десантная.

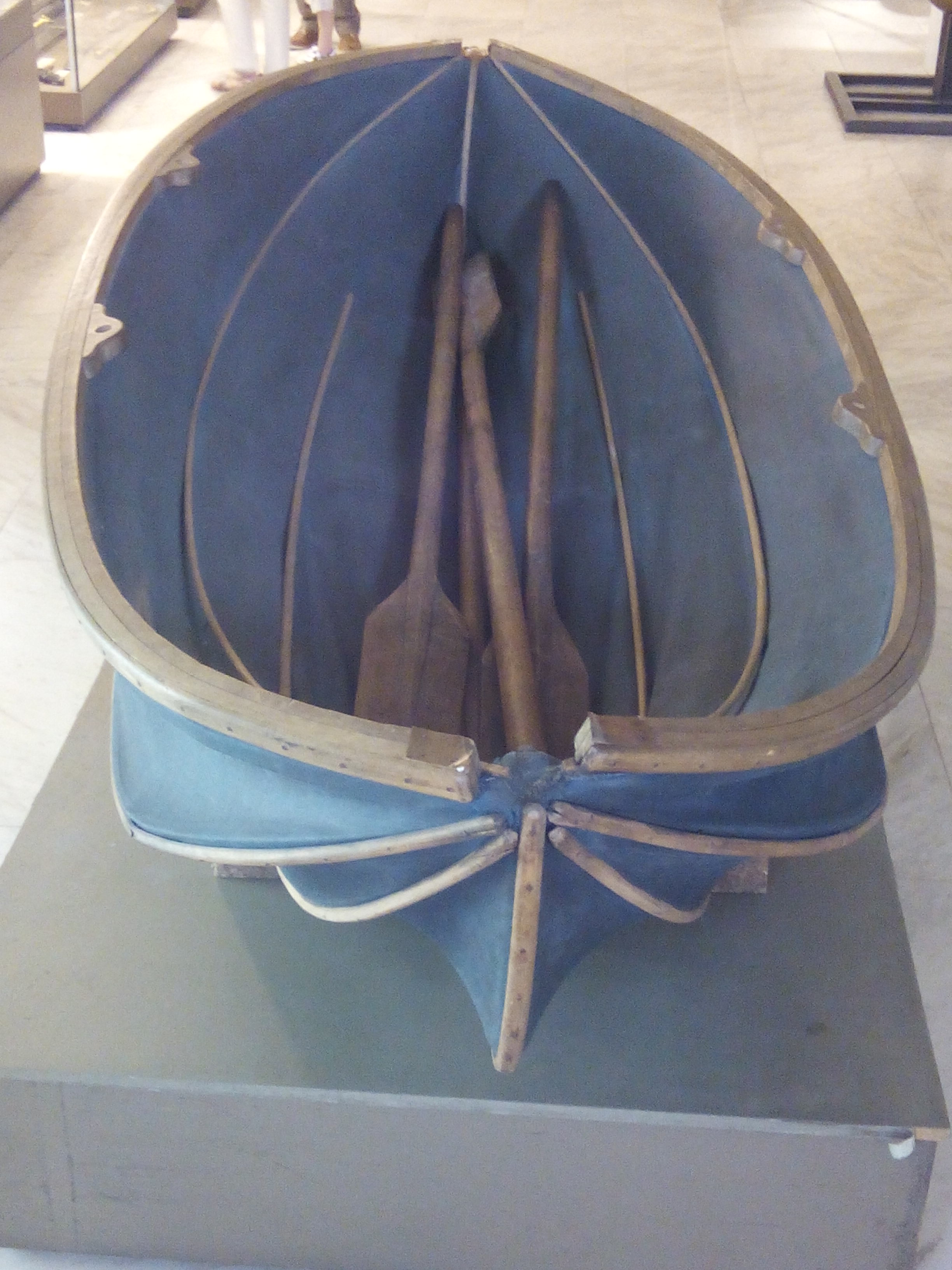
Возможно Якорная лодка, в музее указано что десантная.

Понтонный парк системы Томиловского — инженерное вооружение, понтонный парк (ПП), разработанный в 1868 году полковником П. П. Томиловским.
Полное название — Вёсельно-понтонный парк системы Томиловского.
Предназначен для оборудования паромных и мостовых переправ. Принят на вооружение инженерных войск (ИВ) Русской императорской армии в 1872 году.

## История
Понтонный парк системы Томиловского заменил старый парк из парусиновых понтонов системы капитана А. Немого, состоявший на вооружении инженеров Русской Армии, с 1759 года.
Впервые, в боевых условиях, был применён во время русско-турецкой войны 1877—1878 годов при форсировании русскими войсками Дуная у Зимницы (См. — План места Систовской переправы.).

2. Вчера была получена реляция г.-л. Радецкого о переправе через Дунай 15 июня (вписана в книгу всеподданнейших донесений). По этой реляции, потери наши состоят: убито: 6 обер-офиц. и до 300 нижних чинов; утонуло: 1 шт.-офиц., 2 об.-офиц. и 15 нижних чинов с 2 горными орудиями; итого погибших: 9 офиц. и 315 нижних чинов. Ранено: 3 шт.- и 17 об.-офиц. и 360 нижних чинов.— 20 июня (Зимница), Журнал военных действий против Турции на Европейском театре войны в 1877 году. — Часть I. С 12 апреля по 27 июня включительно. автор М. А. Газенкампф (1843—1913), Сборник Материалов по Русско-Турецкой войне 1877—78 г.г. на Балканском полуострове. Выпуск 2. — С.-Петербург: 1898 год, Издание Военно-Исторической Комиссия Главного Штаба.
В ходе эксплуатации Вёсельно-понтонного парка системы Томиловского (ВППТ) продолжилась его дальнейшая модернизация. В 1887 году полковником Доморадским сконструирована новая повозка для ВППТ.
Данный понтонный парк так же применялся в ходе Гражданской войны, а позже состоял на вооружении ИВ Красной Армии, до начала 1930-х годов, потом состоял в резерве ИВ РККА. Резервные комплекты ВППТ применялись в начале Второй мировой войны.

## Техническое описание
Полупонтоны изготавливались из железа и имелись двух видов: носовые, с приподнятой суженной передней частью, и средние, со всеми отвесными стенками.

### Перевозка парка
Весь парк перевозится на повозках шестерочной запряжки:
- 56 понтонных повозок;
- 32 настилочные повозки;
- две добавочные повозки;
- 4 козловые повозки;
- две лодочные повозки.

Кроме того, парные повозки:
- две инструментальные повозки;
- две повозки для кузниц;
- две повозки для запасных вещей;
- одна телефонная двуколка;
- одна подрывная двуколка.

### Организация понтонного батальона
Понтонный парк состоит из мостового имущества и понтонного обоза.
Понтонный парк содержал понтонный батальон двухротного состава. Рота содержала полупарк и состояла из двух отделений.

### Табель понтонного парка
Всего в парке по табелю содержится:
- 56 полупонтонов (44 носовых и 12 средних);
- 8 козел;
- 224 длинных смычных брусьев;
- 12 коротких смычных брусьев;
- 462 щита;
- 444 настилочных досок;
- 12 лобовых досок;
- 2 якорные лодки;
- якоря, канаты и другая оснастка.

### Технические характеристики
Длина моста собираемого из комплекта понтонного парка — 224,193 метров (105 сж 6,5 дм). Грузоподъемность моста — до 20 тонн.
Носовой полупонтон
- длина — 429,26 см (14΄1˝);
- ширина — 189,65 см (6΄2,2/3˝);
- высота не считая полозьев — 72,66 см (2΄5˝).

Средний полупонтон
- длина — 349,25 см (11΄5,5˝);
- ширина — 189,65 см (6΄2,2/3˝);
- высота не считая полозьев — 73,66 см (2΄5˝).

Якорная лодка
- длина — 617,22 см (20΄3˝).

Якоря
- лёгкие — 40,95-49,14 кг (2,5-3 пд);
- тяжелые — 81,9-114,66 кг (5-7 пд);
- для особых случаев — 163,8-196,56 кг (10-12 пд).

Козловая перекладина — 510,54 см (16΄9˝).
Козловые ноги
- длинные — 381 см (12΄6˝);
- короткие — 259,08 см (8΄6˝).

Смычные брусья
- длинные — 706,12 см (23΄2˝);
- короткие — 378,46 см (12΄5˝).

Щиты из 5,08-3,81 см (2-1,5 дм) досок, соединенных шпонками
- длина щита — 325,12 см (10΄8˝);
- ширина — 47,41 см (18,2/3˝).